# Napier & Son

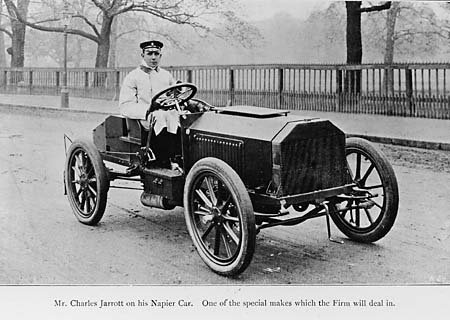
Napier 40 HP, gelenkt von Charles Jarrott (1903)

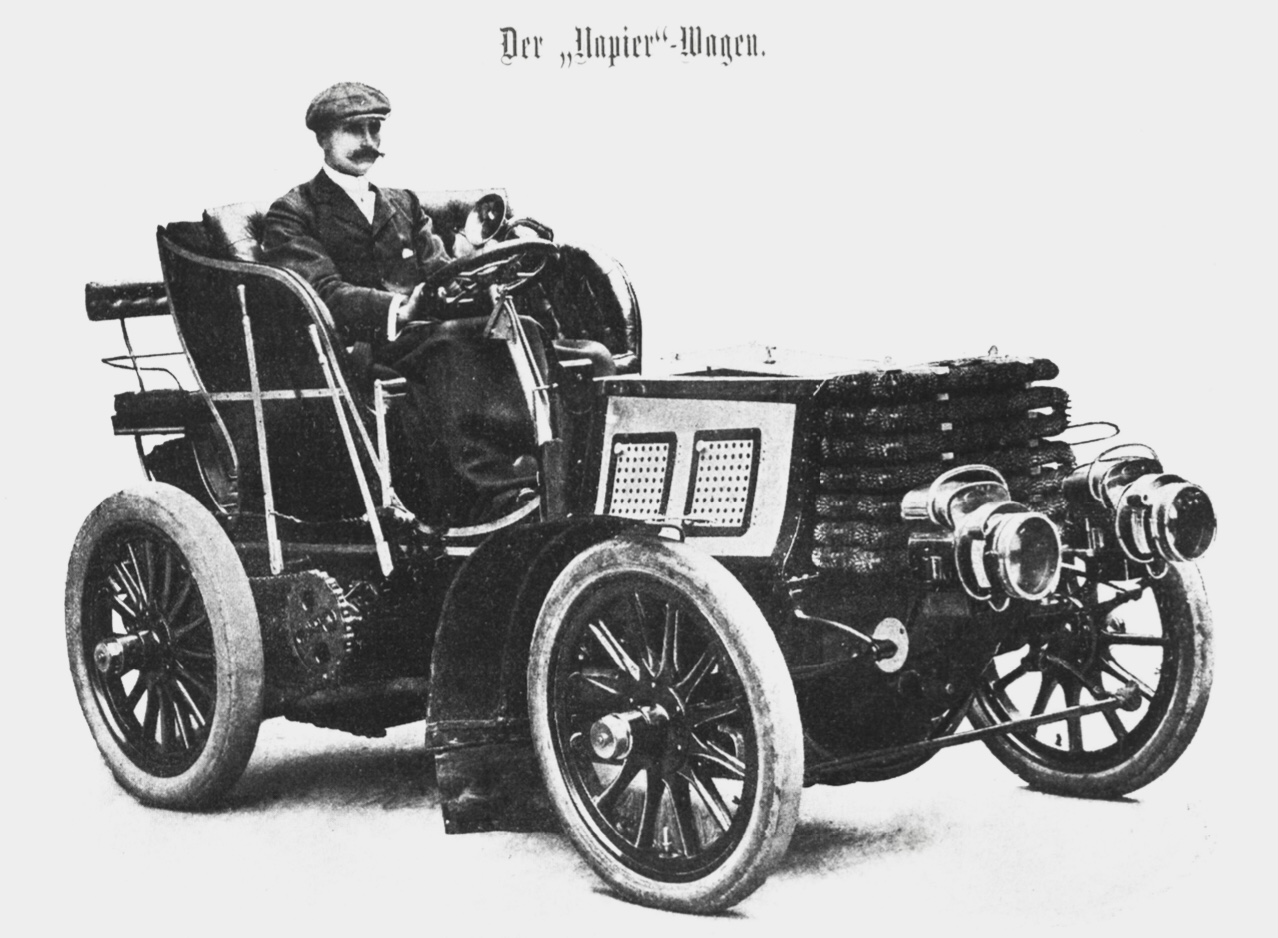
Napier 16 HP von 1900

D. Napier & Son Ltd. war ein britischer Motoren- und Automobilhersteller.
Das Unternehmen wurde durch seine Flugmotoren und Automobile in der ersten Hälfte des 20. Jahrhunderts bekannt. Die Automobilherstellung wurde bereits 1924 aufgegeben und Anfang der 1960er Jahre stellte Napier die Flugmotorenproduktion ein. Napier Turbochargers Ltd. ist in Lincoln beheimatet und produziert Turbolader. Mitte 2008 wurde die hundertprozentige Tochterfirma von Siemens Sector Energy, Division Oil&Gas (bis Ende 2007: Siemens Power Generation) an die britische Investmentgesellschaft Primary Capital verkauft und 2013 an Wabtec weiterveräussert, zu der sie auch 2024 noch gehört.

## Geschichte
David Napier und sein Sohn James gründeten 1848 in Acton im Westen Londons eine Firma, die eine Reihe von Produkten herstellte, darunter dampfbetriebene Druckerpressen und Zentrifugen. Nach dem Tod des Vaters 1873 konzentrierte sich James auf die Herstellung von Münzprägemaschinen.
Sein Sohn Montague Napier übernahm die Firma 1895 und wechselte zur Automobilproduktion, insbesondere zu Luxusautos. Die Firma erzeugte die ersten Sechszylinderfahrzeuge und mit dem Napier 40 hp konnten sie auch bei Autorennen Erfolge erzielen, der größte war der Sieg von Selwyn Edge beim Gordon Bennett-Rennen 1902. Die Karosserien der Automobile fertigte überwiegend das Tochterunternehmen Cunard. Daneben wurden auch Schiffsmotoren hergestellt, das Boot Napier II stellte 1905 mit 56 km/h den Geschwindigkeitsweltrekord für Schiffe auf.
Im Ersten Weltkrieg begann Napier & Son mit der Produktion von Flugzeugmotoren. Der Napier Lion erschien 1917 und war äußerst erfolgreich. 1925 stellte die Firma die Automobilproduktion ein und konzentrierte sich völlig auf Flugzeugmotoren. 1922 folgte der Napier Cub, ein flüssigkeitsgekühlter X16-Flugmotor.
Die in den 1930ern produzierten Modelle Rapier und Dagger waren wenig erfolgreich, so dass man von Grund auf neu begann und 1940 mit dem Sabre den bis dahin leistungsstärksten Motor entwickelte, dessen 24 Zylinder 3500 PS lieferten. Schon vor dem Zweiten Weltkrieg hatte man mit dieselbetriebenen Motoren experimentiert, der nach 1945 gebaute Nomad-Motor war ein turbogeladener Dieselmotor.
Im Jahre 1942 kaufte English Electric das Unternehmen. Die Produktion von Flugmotoren wurde 1961 an Rolls-Royce abgegeben.
Der ab 1950 produzierte Deltic-Motor war eine sehr leistungsstarke, exotische Konstruktion, durchaus ein kommerzieller Erfolg und wurde als Antrieb für Schiffe und Lokomotiven eingesetzt.
British Napier Motor Company aus den USA stellten Fahrzeuge in Lizenz her.

## Modelle

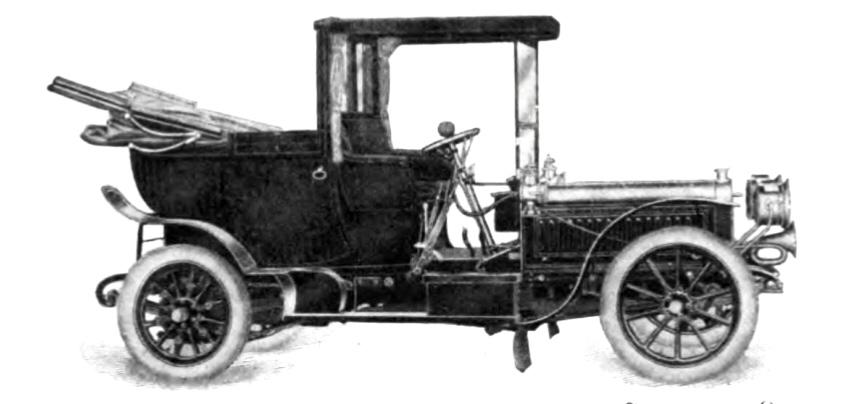
Napier um 1906

1900 wurde der 8 HP als erstes Napier-Fahrzeug angeboten, ein offener Wagen mit Platz für vier Personen und einem Zweizylinder-Motor. Selwyn Francis Edge nahm mit einem 8 HP am 1000-Mile Reliability Trail von London nach Edinburgh und Retour teil. Ebenfalls 1900 wurde der Napier 16 HP mit Vierzylinder-Motor (Bohrung × Hub: 4" × 6") vorgestellt. Selwyn Edge nahm mit einem 16 HP im Juli 1900 an der Tour de France (Paris-Toulouse-Paris) teil, erreichte jedoch nicht das Ziel.

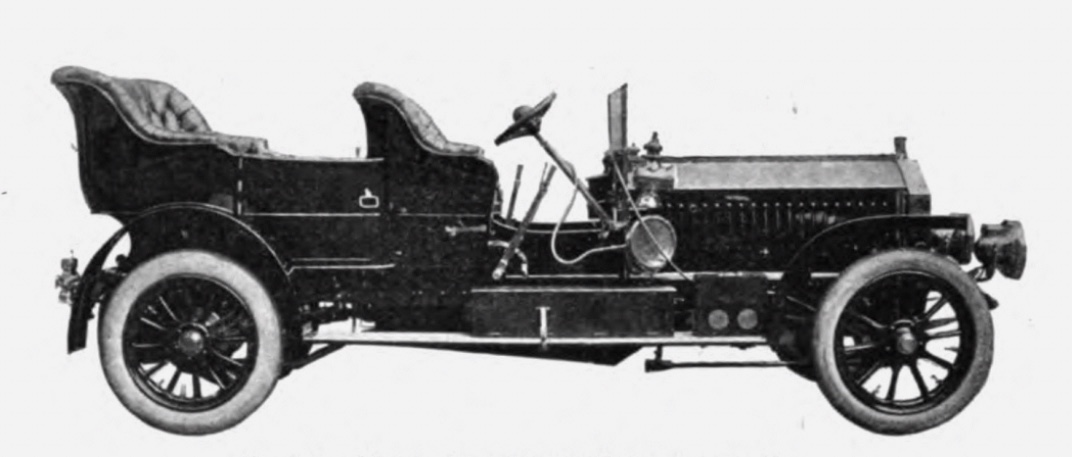
Napier 60 HP

1901 folgte der 24 HP als reguläres Straßenfahrzeug.
Für den Gordon-Bennet-Cup Ende Mai 1901 stellte Napier einen 50 HP Rennwagen mit Vierzylinder-Motor (Bohrung × Hub: 159 mm × 195,5 mm) her. S.F. Edge trat mit dem Wagen (# 3) an, wurde jedoch disqualifiziert, weil er nach einem Reifenwechsel durch die Verwendung eines nicht englischen Reifens gegen die Rennregularien verstieß. Ende Juni 1901 nahm Edge mit einem 50 HP Napier (# 27) am Rennen Paris-Berlin teil, erreichte jedoch nicht das Ziel. Im November 1901 nahmen Selwyn F. Edge und Mark Mayhew mit je einem 50 HP am französischen Gaillon-Bergrennen (Course de Côte de Gaillon) teil. Edge gewann in der Klasse für schwere Wagen (+650 kg) mit zwei Sitzen, Mayhew wurde zweiter in der Klasse mit vier Sitzen.

1902 wurde der 12 HP mit Vierzylinder-Motor (Bohrung × Hub: 3,5" × 4") vorgestellt. Charles Jarrott und Montagu Napier nahmen im November 1902 mit einem 12 HP am jährlichen Emancipation Run London-Brighton teil. Im selben Jahr kamen ein neuer 16 HP und der 20 HP auf den Markt, beide mit Vierzylinder-Motoren. Cecil Edge und Dorothy Levitt fuhren mit einem 20 HP (# 14) im Juli 1903 die schnellste Zeit beim Bergrennen des Midland Automobile Club.

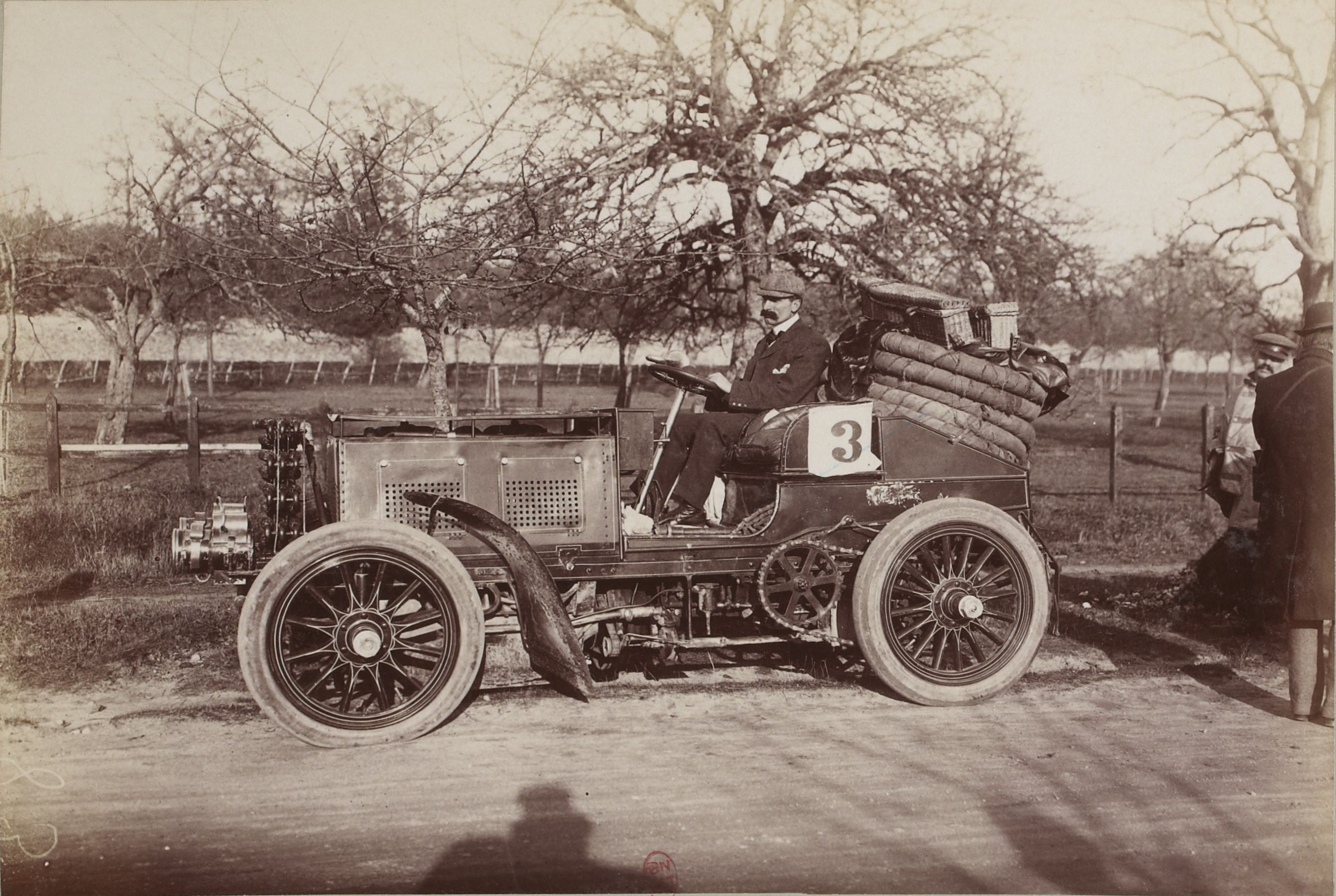
S.F. Edge im Napier 50 HP, 1901 Gaillon-Bergrennen
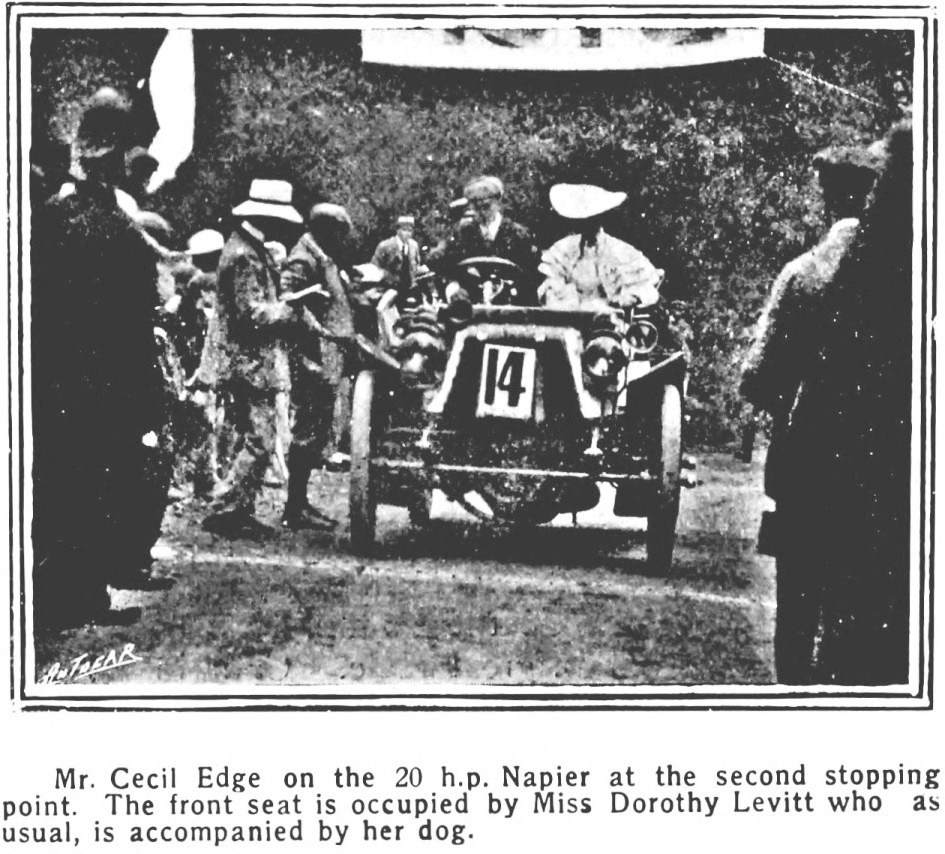
C.Edge und D.Levitt im Napier 20 HP, 1903 Midland AC Hillclimb

| Modell | Bauzeitraum | Zylinder | Hubraum  | Bohrung  | Hub      | Radstand         | Spurweite |
| ------ | ----------- | -------- | -------- | -------- | -------- | ---------------- | --------- |
| 18 hp  | 1903–1907   | 4 Reihe  | 2522 cm³ | 88,9 mm  | 101,6 mm | 2667 mm          | 1280 mm   |
| 40 hp  | 1905–1910   | 6 Reihe  | 4942 cm³ | 101,6 mm | 101,6 mm | 3185 mm, 3414 mm | 1463 mm   |
| 50 hp  | 1903–1906   | 4 Reihe  | 7786 cm³ | 139,7 mm | 127 mm   | mm               | mm        |
| 60 hp  | 1905–1910   | 6 Reihe  | 7722 cm³ | 127 mm   | 101,6 mm | 3322 mm          | 1463 mm   |

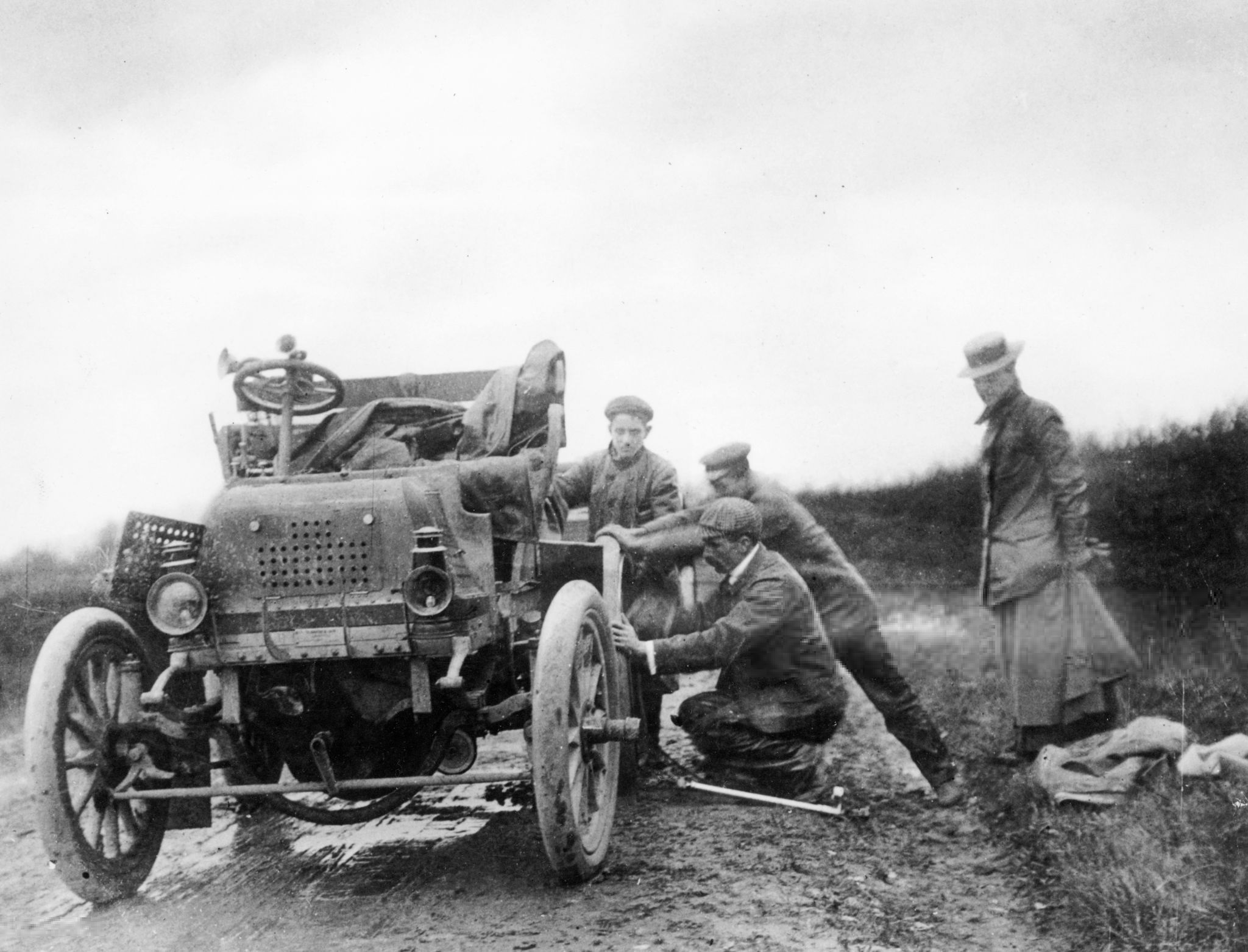
8 HP (1900 British 1000 Mile Trial)
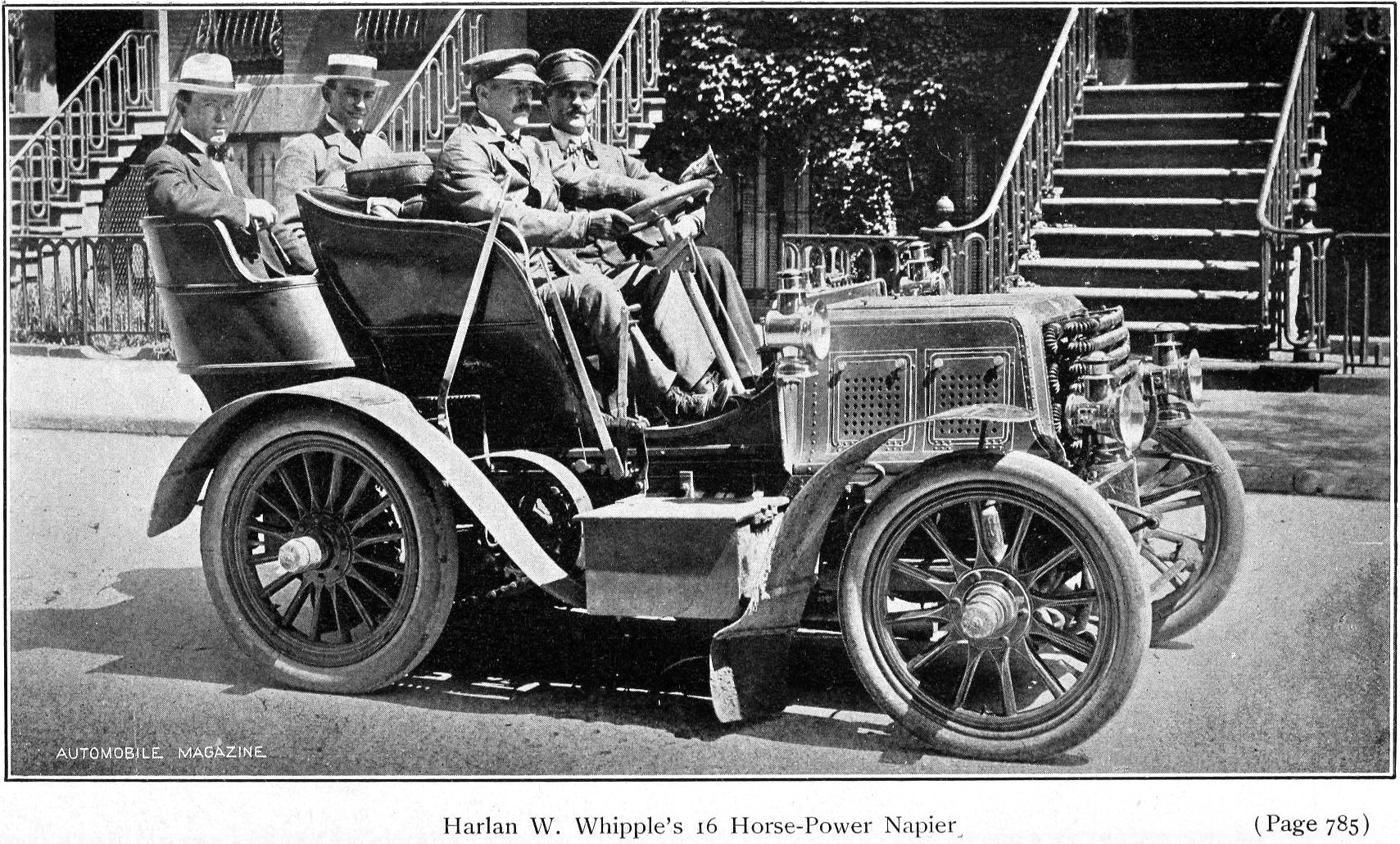
16 HP (1901, H.W. Whipple)
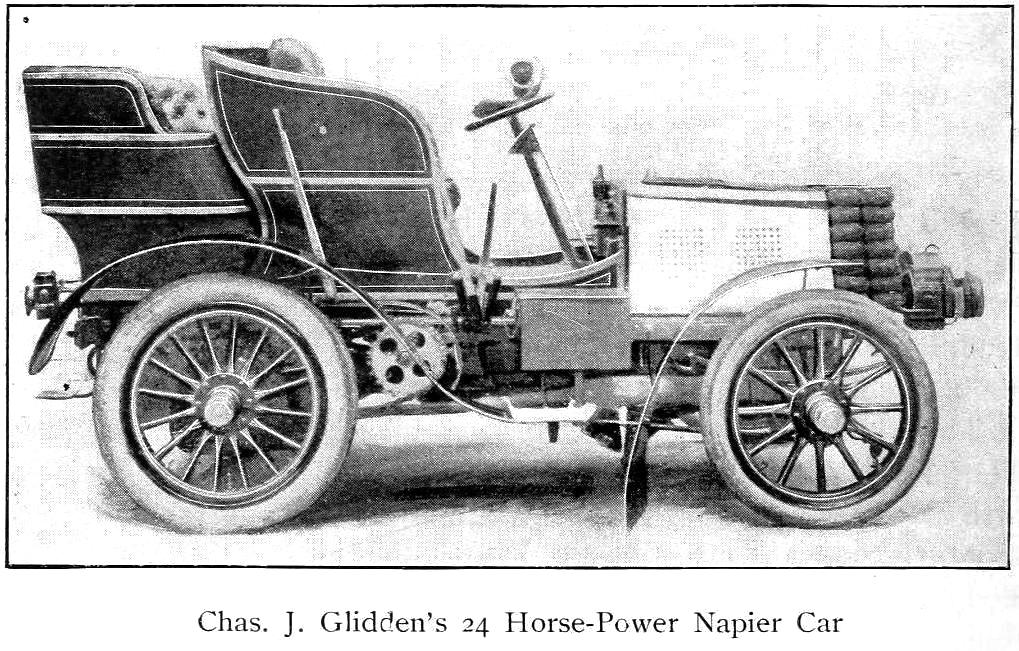
24 HP (1901)
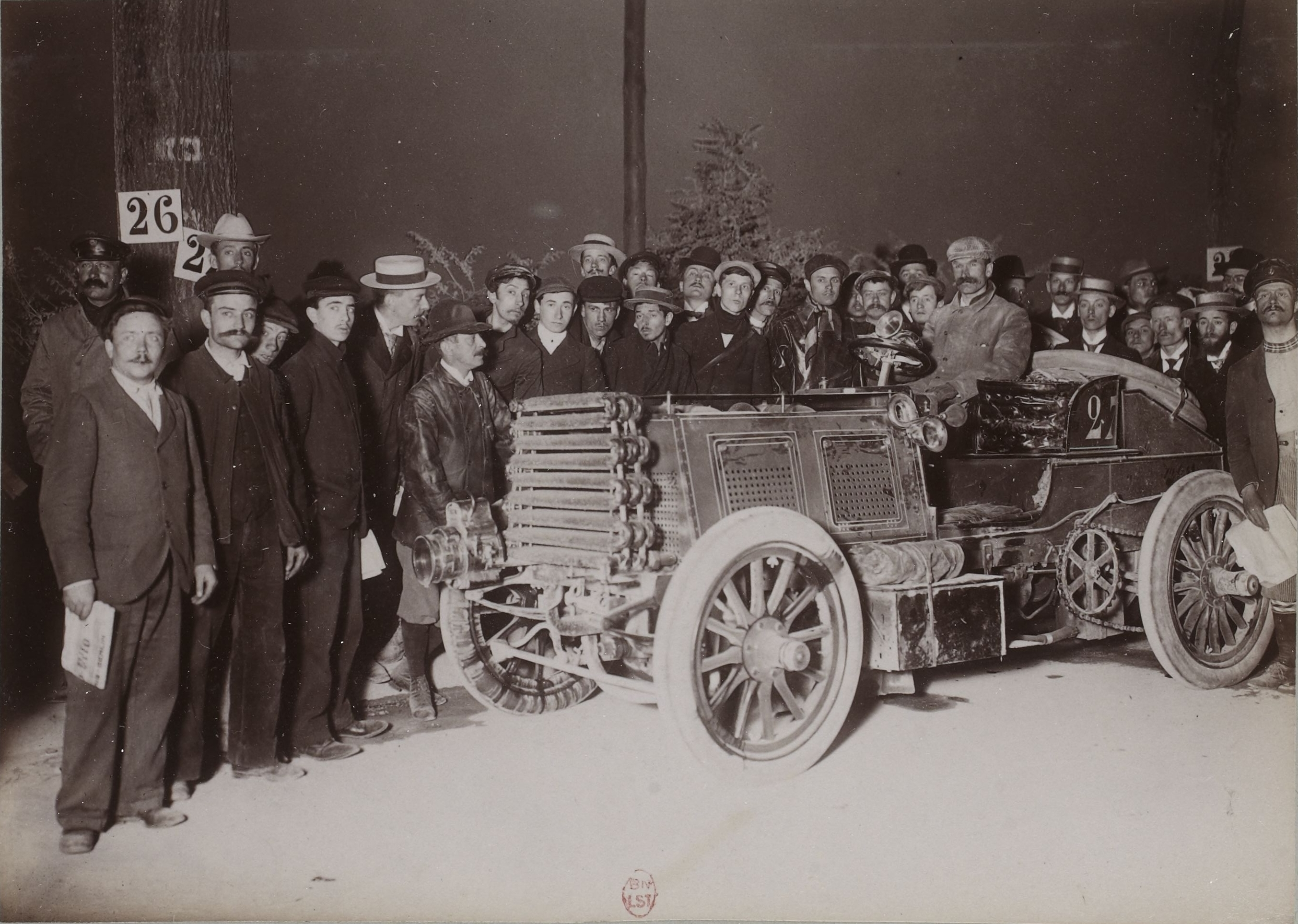
50 HP (1901 Paris-Berlin, S.F. Edge)
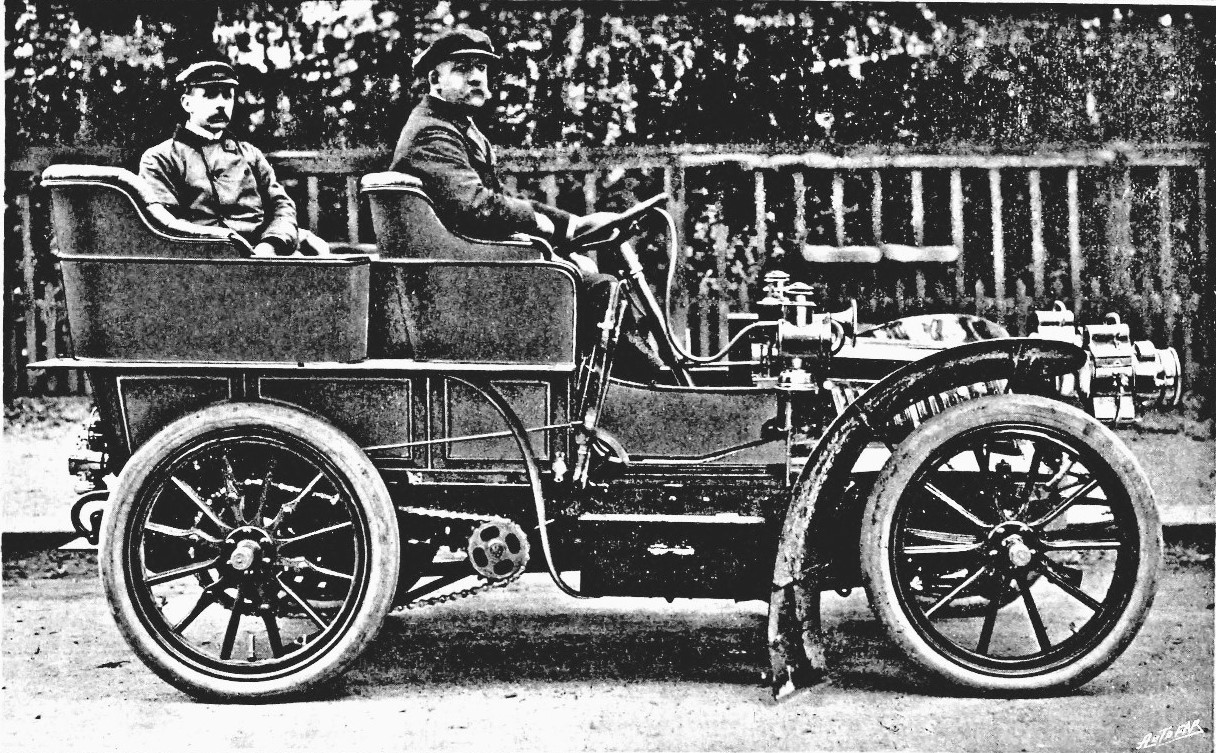
12 HP (1902)
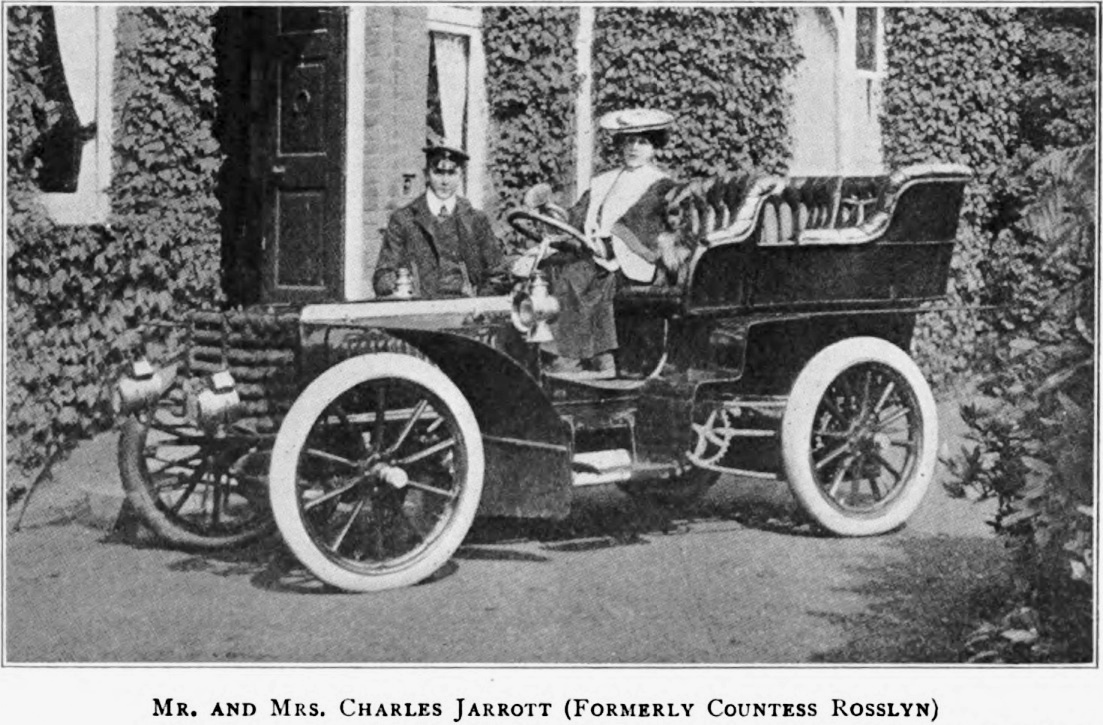
20 HP (1902, Charles Jarrott)
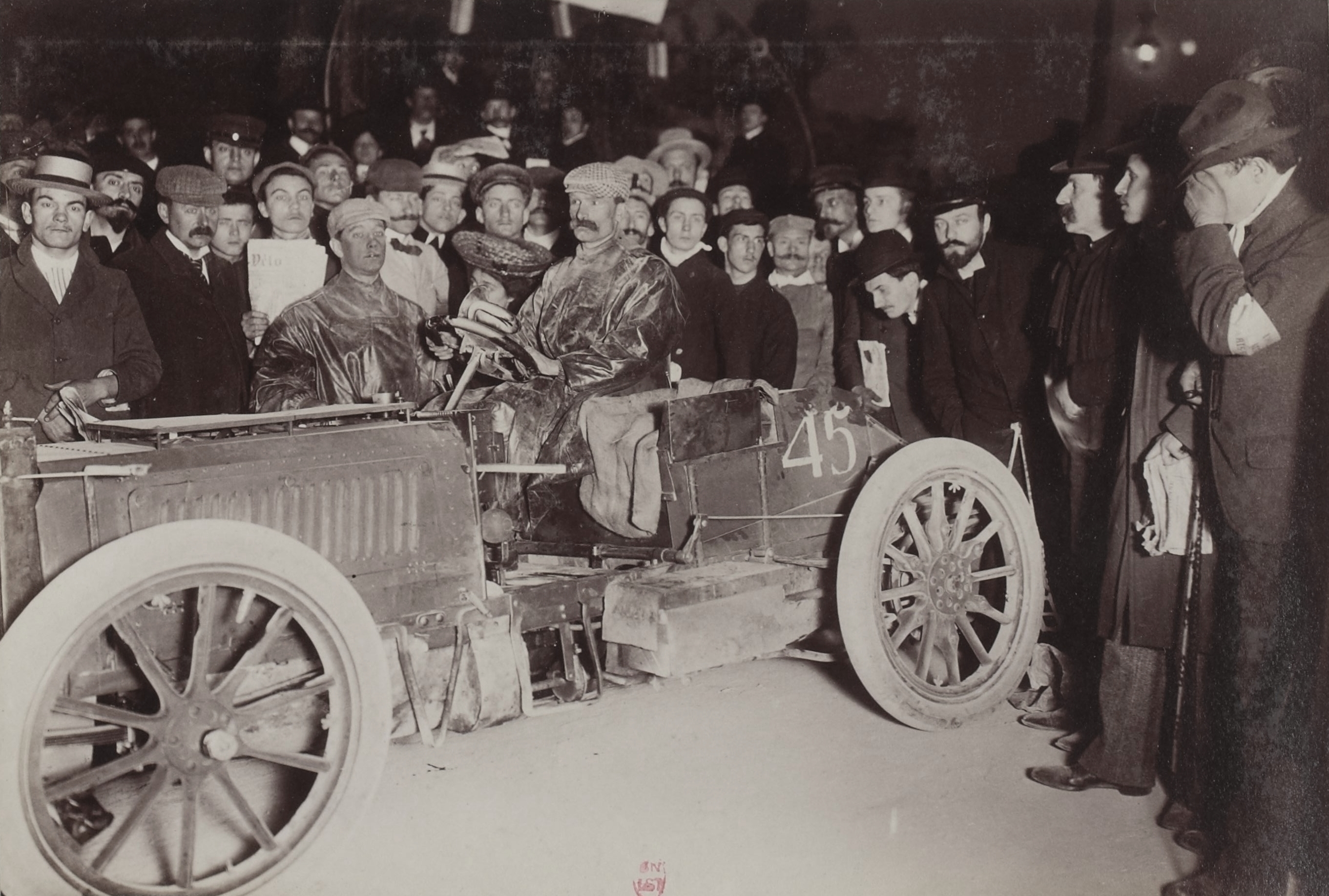
40 HP (1902 Gordon Bennet Cup Paris-Wien)
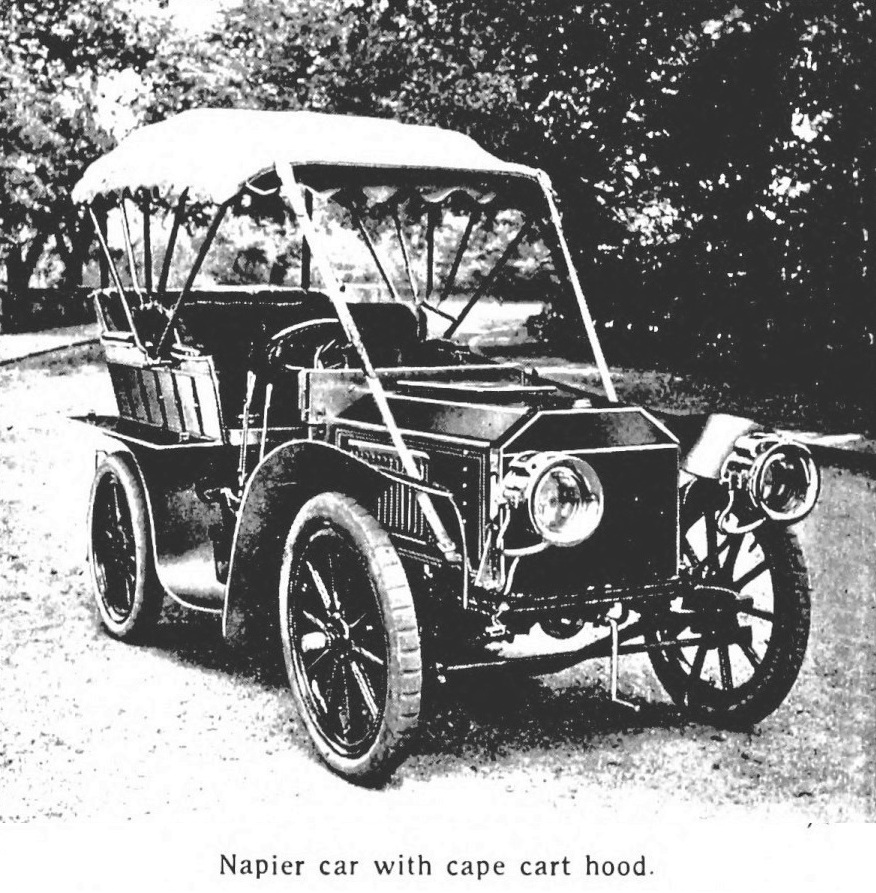
16 HP (1903)
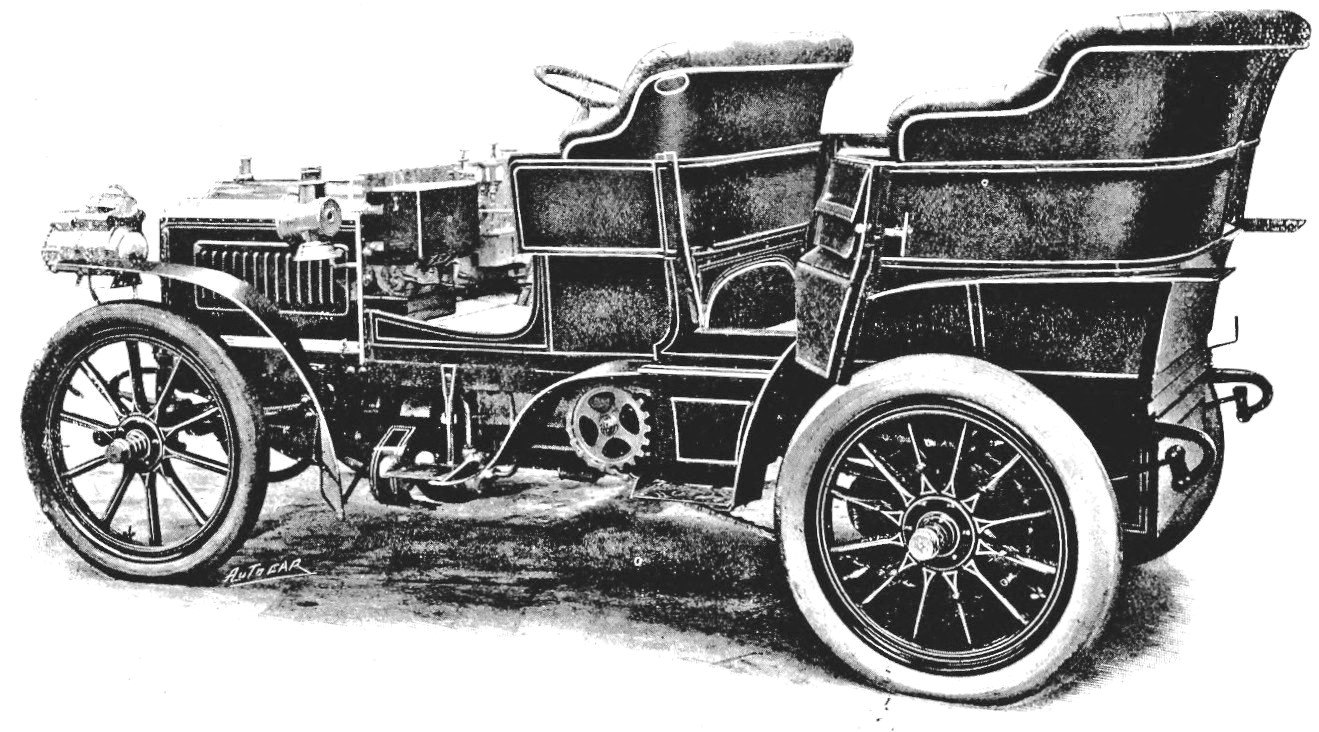
24 HP (1903)
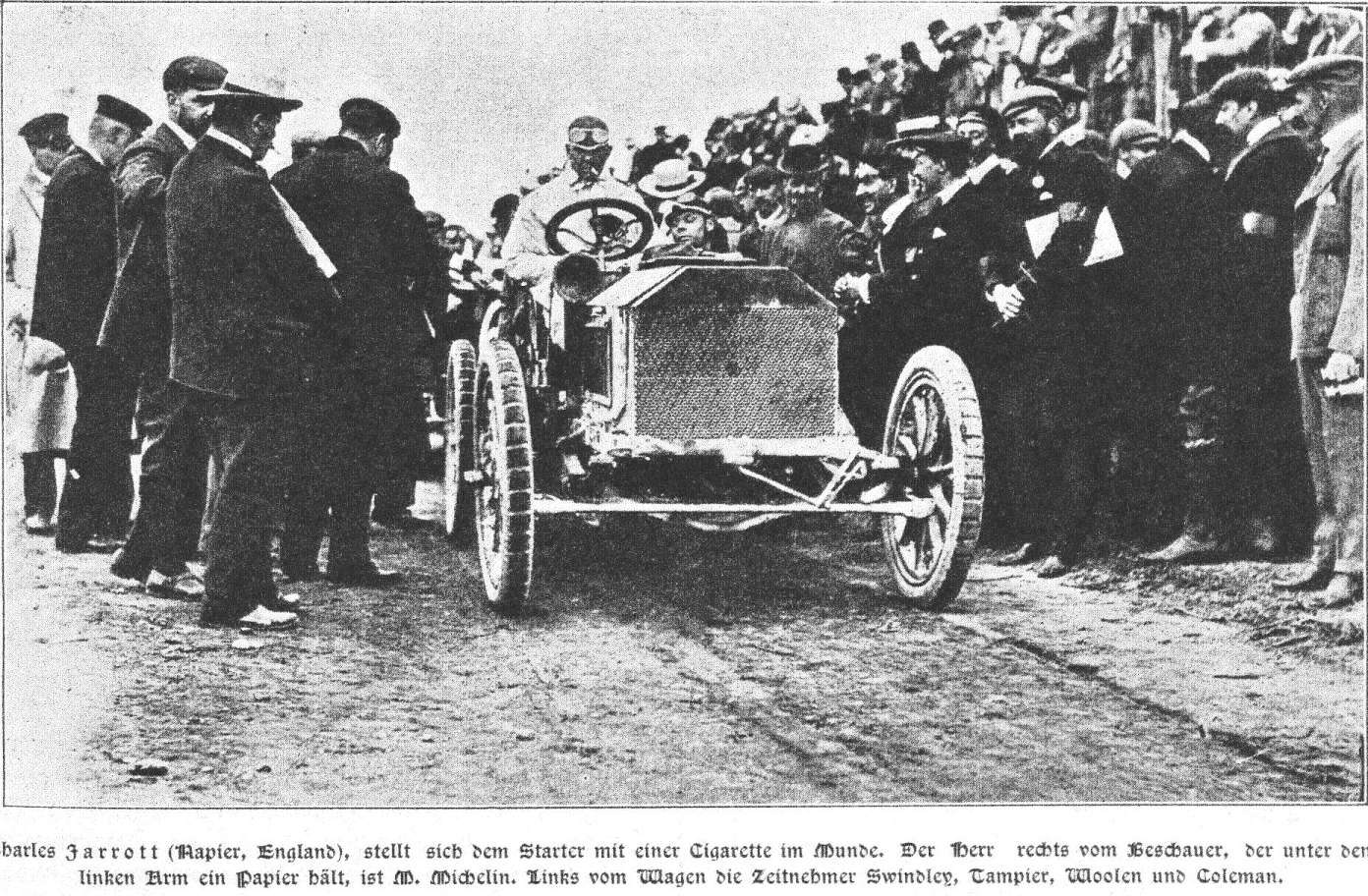
40 HP Racer (1903 Gordon Bennet Cup Irland)
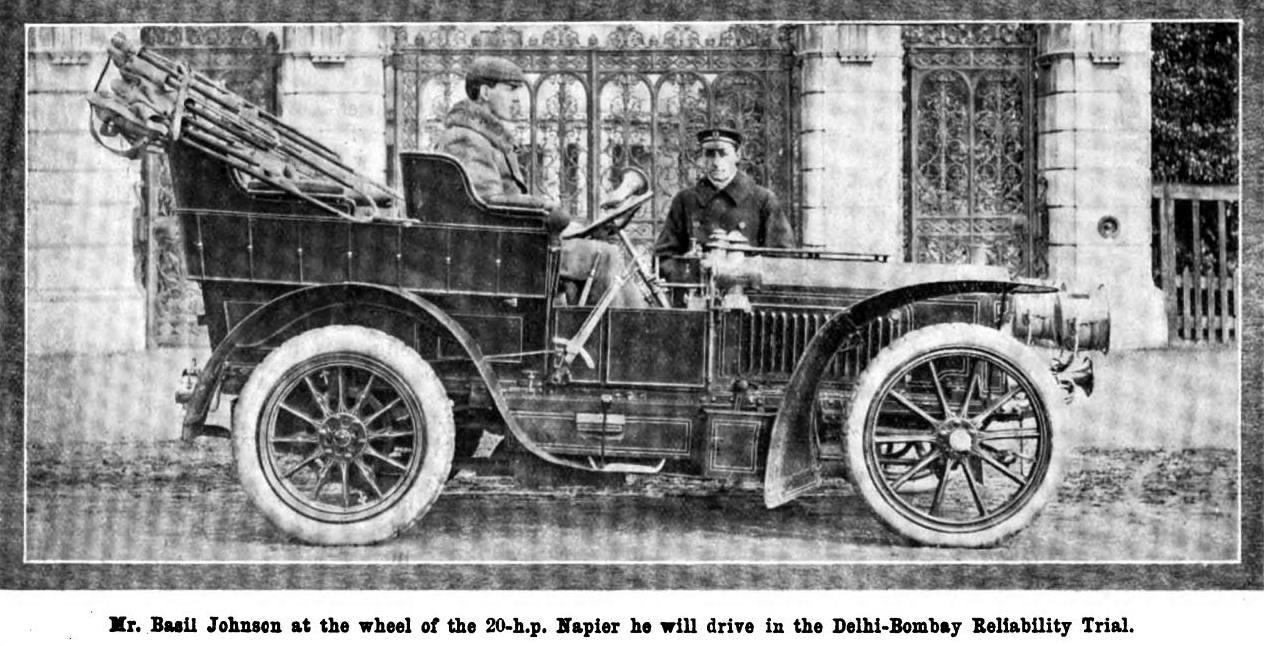
20 HP (1904)
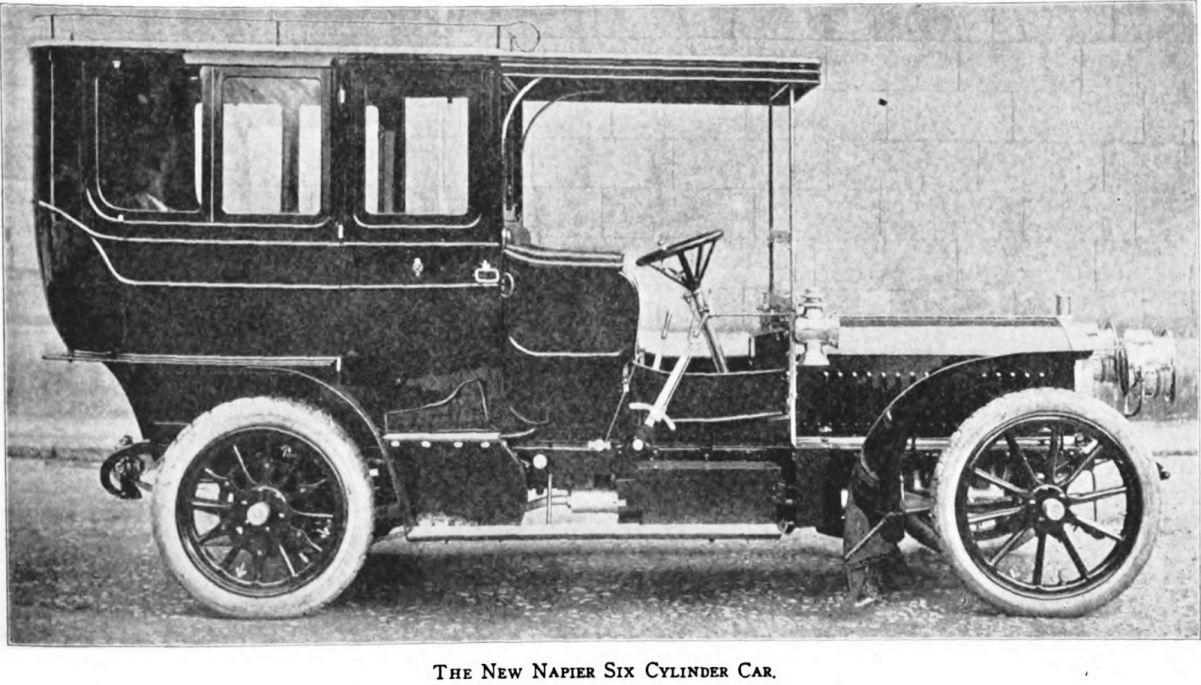
30 HP, 6 cylinder (1904)
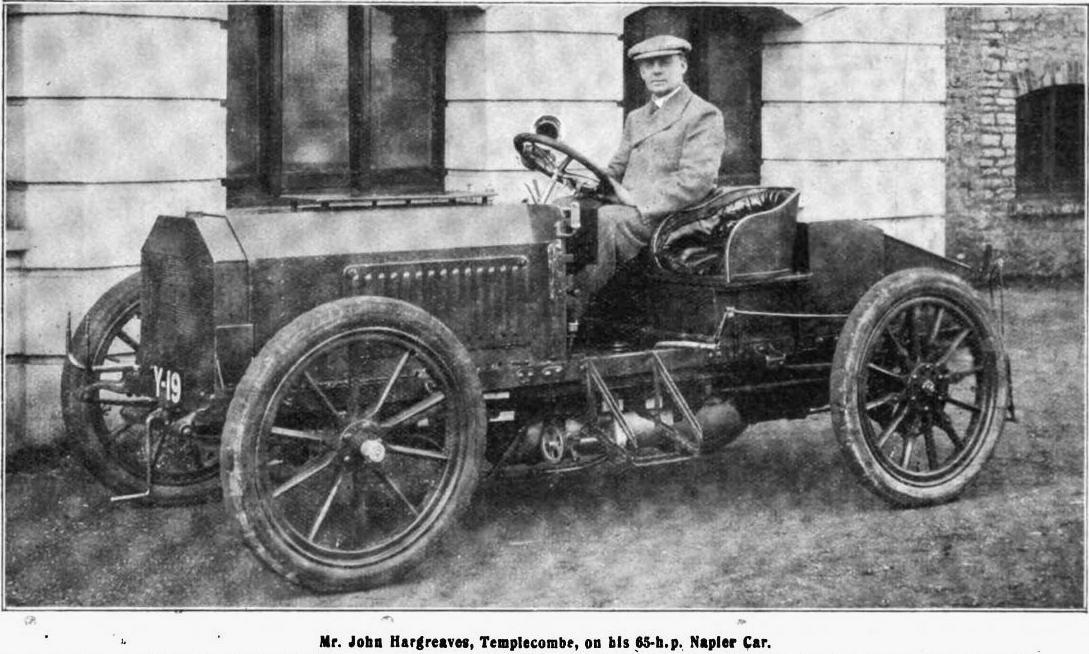
65 HP Racer (1904)
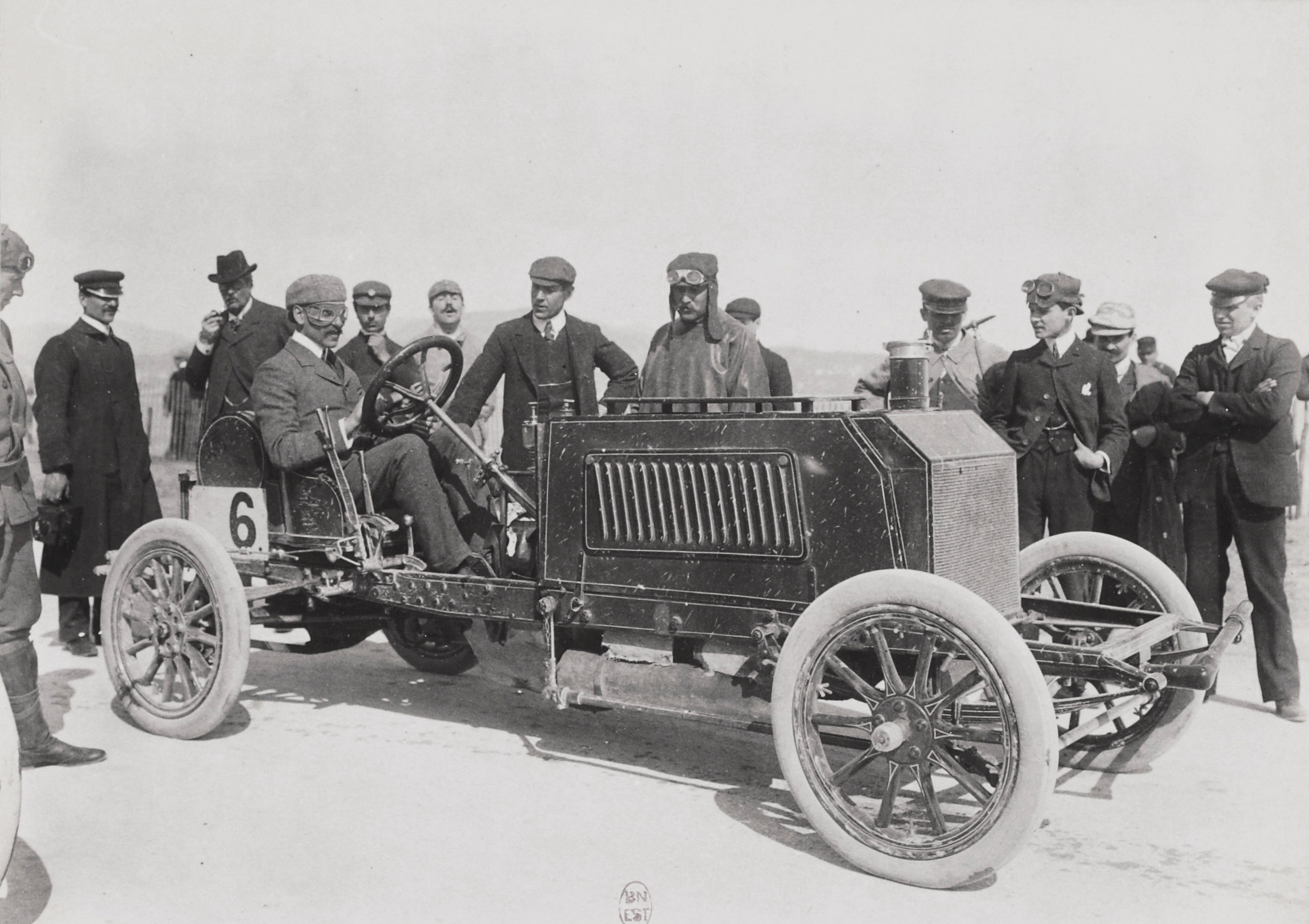
100 HP (1904 Semaine de Nice, M.Mayhew)
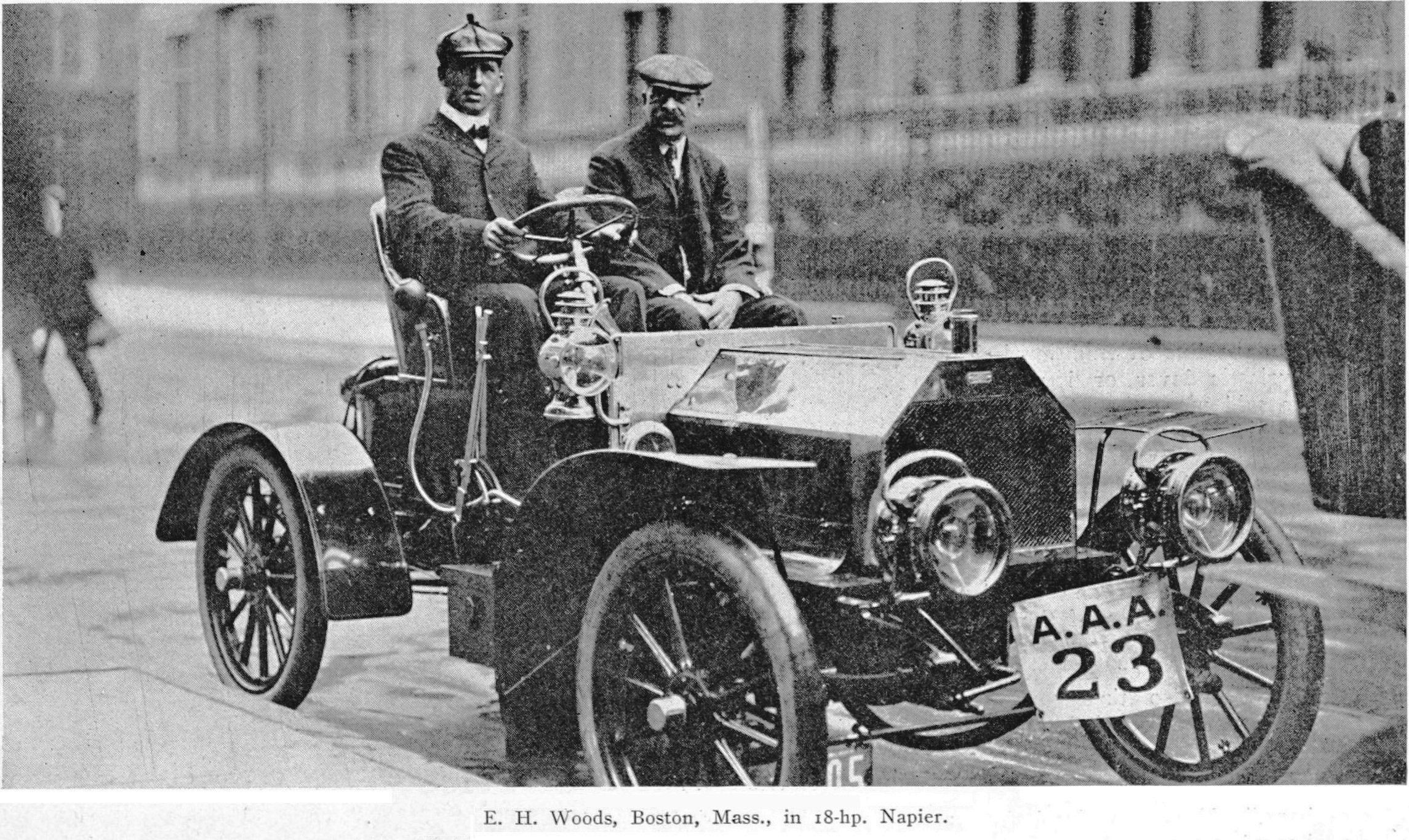
18 HP Popular (1905 Glidden Tour, USA)
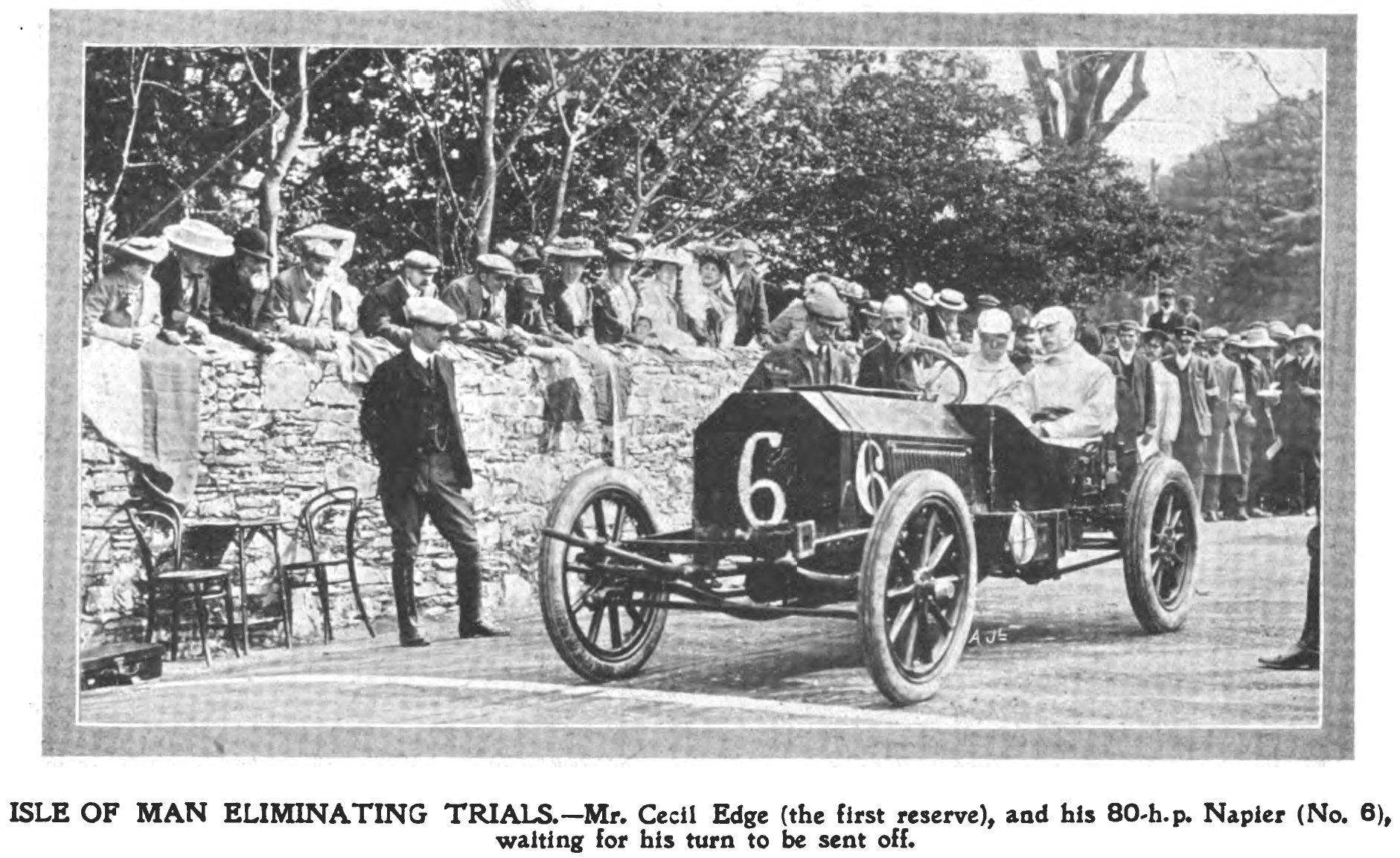
80 HP Racer (1905 Gordon Bennet British Elimination Trials)